# Andrei Olegowitsch Aschmarin
Andrei Olegowitsch Aschmarin (* 9. November 1984 in Moskau; russisch Андрей Олегович Ашмарин, englische Transkription Andrey Ashmarin) ist ein russischer Badmintonspieler. 

## Karriere
Im Jahre 2006 gewann er zusammen mit Anton Nazarenko die Norwegian International. Andrei Aschmarin wurde 2007 Neunter bei der Sommer-Universiade im Herrendoppel. Bei den Kharkov International 2009 siegte er im Doppel und wurde Zweiter im Mixed. 2010 gewann er die Polish International und 2011 wurde er russischer Meister.